# 環境プランニング学会
一般社団法人環境プランニング学会（かんきょうぷらんにんぐがっかい）とは、環境IT、EMS、環境会計・報告書、環境配慮設計等、環境の学問分野の確立および、大学における環境の教育内容等についてのあり方、分析、数値化、計数化の提言のため「環境プランニング」に精通した人材である環境プランナーの養成を目的として設立された学会。

## 役員
会長：山本良一（東京大学名誉教授）、副会長：大和裕幸（東京大学教授）・江間泰穂（東京大学講師）他、顧問：小沢鋭仁（衆議院議員）、理事：石原直（東京大学教授）・本郷孔洋（東京大学教授）他。

## 活動
総会、シンポジュウムが毎年、秋に行われる。
研究発表が毎年、初夏に開催される。
分科会
- 環境IT 分科会
- 会計人分科会
- 環境企業評価分科会　　環境会計、環境IR、環境ベンチャー上場等
- コミュニティ・ガバナンス分科会
- マーケティング分科会
- 環境プランナー報告書推進分科会
- 地域環境プランナー分科会
- 継続企画推進分科会
- 環境配慮活動推進分科会
- 環境ソリューション分科会
- 資源循環促進分科会
- CSR分科会

## 学会誌
季刊誌として、東京大学NPO WIN の会「ネイチャーインタフェイス」誌において、環境プランニング学会覧が発行される。